# Calendulauda albescens
Calendulauda albescens е вид птица от семейство Чучулигови (Alaudidae).

## Разпространение
Видът е разпространен в Южна Африка.